# ویکی‌پدیای پنجابی
ویکی‌پدیای پنجابی نسخهٔ زبان پنجابی وبگاه ویکی‌پدیا است.
ویکی‌پدیای زبان پنجابی تا ۴ نوامبر ۲۰۱۳، با ۷٬۷۸۰ مقاله، در ردهٔ صدوسی‌ویکم ویکی‌پدیاها قرار داشت. در ۲۷ ژوئن ۲۰۱۸، با بیش از ۲۹٬۷۰۰ مقاله، در رتبهٔ صدویکم قرار گرفت.